# Christianna Brand
Pour les articles homonymes, voir Brand.
Œuvres principales
- Narcose (1944)

Christianna Brand (17 décembre 1907 en Malaisie - 11 mars 1988) est une écrivaine anglaise, auteur de roman policier et de littérature d'enfance et de jeunesse.

## Biographie
Née Mary Christianna Milne en Malaisie britannique, elle passe son enfance en Inde.
Elle écrit son premier roman, La Mort en talons hauts (Death in High Heels), alors qu'elle est vendeuse. Une rumeur prétend qu'une envie de se débarrasser de sa supérieure revêche l'a amenée à écrire ce roman. En 1941, l'un de ses personnages les plus appréciés, l'inspecteur 
Cockrill de la police du Kent, fait ses premiers pas dans le roman Vous perdez la tête (Heads You Lose). Ce personnage apparaît dans sept autres de ses romans. Narcose (Green for Danger) est son roman le plus célèbre. Ce whodunit situé dans un hôpital lors de la Seconde Guerre mondiale est adapté au cinéma par Sidney Gilliat en 1946, avec Alastair Sim dans le rôle de l'inspecteur. La même année, elle est admise au Detection Club.
Elle abandonne la série dans les années 1950 pour se consacrer à d'autres ouvrages littéraires, mais revient au roman policier en 1965 pour publier quelques romans et une vingtaine de nouvelles, dont certaines avec l'inspecteur Cockrill, dans de prestigieuses revues spécialisées, notamment le Ellery Queen's Mystery Magazine.
Elle a été nommée trois fois pour le Prix Edgar. Elle reste connue pour ses intrigues complexes, mâtinées d'humour.
Elle est également l'auteur de la série pour enfants Matilda, adaptée et interprétée au cinéma par Emma Thompson sous le titre Nanny McPhee (2005).

## Œuvre

### Romans

#### Romans de la sérieInspecteur Cockrill
- Head You Lose (1941) Publié en français sous le titre Vous perdez la tête, Genève, Ditis, Détective Club-Suisse no 6, 1945 ; réédition, Paris, Ditis, Détective Club no 4, 1946 ; réédition, Paris, Librairie des Champs-Élysées, Le Masque no 1920, 1988
- Green for Danger (1944) Publié en français sous le titre Narcose, Genève, Ditis, Détective Club-Suisse no 20, 1946 ; réédition, Paris, Ditis, Détective Club no 7, 1947 ; réédition, J'ai lu policier no 28, 1965 ; réédition, Paris, Librairie des Champs-Élysées, Le Masque no 1877, 1987, réimpression 1993
- Suddendly at His Residence ou The Crooked Wreath (États-Unis.) (1946) Publié en français sous le titre Subitement décédé,  Paris, Ditis, coll. Detection Club, 1947
- Death of Jezebel (1948) Publié en français sous le titre Mort de Jézabel, Genève, Ditis, Détective Club-Suisse no 49, 1949 ; réédition, Paris, Ditis, Détective Club no 18, 1949 Publié en français dans une autre traduction sous le titre Mort de Jezabel, Paris, Fayard, 1992; réédition, Paris, Le Grand Livre du mois, 1992
- London Particular ou Fog of Doubt (États-Unis.) (1952) Publié en français sous le titre À couper au couteau, Genève, Ditis, Détective Club-Suisse no 87, 1952 ; réédition, Paris, Ditis, Détective Club no 56, 1952 Publié en français dans une autre traduction sous le titre Mort dans le brouillard, Paris, Fayard, 1991 ; Paris, Le Livre de poche no 14275, 1997
- Tour de force (1955) Publié en français sous le titre Tour de force, Paris, Julliard, coll. P.J., 1970
- The Three Cornered Halo (1957)

#### Autres romans policiers
- Death in High Hells (1941) Publié en français sous le titre La Mort en talons hauts, Genève, Ditis, Détective Club-Suisse no 14, 1946 ; réédition, Paris, Ditis, Détective Club no 11, 1947
- Cat and Mouse (1950) Publié en français sous le titre L'assassin joue à colin-maillard, Paris, Éditions de Spaarnestad, 1952
- Starrbelow (1958) - signé China Thompson
- Court of Foxes (1969)
- Alas, for Her That Met Me! (1976) - signé Mary Ann Ashe
- The Honey Harlot (1978)
- The Rose in Darkness (1979) Publié en français sous le titre La Rose dans les ténèbres, Paris, Fayard, 1993 ; réédition, Paris, Le Grand Livre du mois, 1993 ; réédition, Paris, Le Livre de poche no 14685, 1999
- The Brides of Aberdar (1982)
- Crime on the Coast (1984), en collaboration

#### Autres romans
- The Single Pilgrim (1946) - signé Mary Roland
- Dear Mr. MacDonald (1959)
- Heaven Knows Who (1960)
- The Radiant Dove (1974) - signée Annabel Jones
- A Ring of Roses (1976) - signé Mary Anne Ashe

### Nouvelles

#### Nouvelles de la sérieInspecteur Cockrill
- Blood Brothers (1965) Publié en français sous le titre Les Liens du sang, Paris, Opta, Mystère Magazine no 227, décembre 1966
- Twist for Twist (1967)  Publié en français sous le titre Astuce pour Astuce, Paris, Opta, Mystère Magazine no 238, novembre 1967
- Poison in the Cup (1969) Publié en français sous le titre Un café bien sucré, Paris, Opta, Mystère Magazine no 257, juillet 1969
- The Rocking Chair (1984)

#### Autres nouvelles
- The Rose ou The Easiest Thing in the World (1939), signé Mary Brand
- Rabbit Out of a Hat (1958) Publié en français sous le titre Le Lapin hors du chapeau, Paris, Opta, Mystère Magazine no 129, octobre 1958
- Dear Mr. MacDonald ou Dear Mr. Editor (1959)
- The Witch (1962)
- The Sins of the Fathers (1963)
- Akin to Love (1963)
- My Ladies' Tears (1965)
- Here Lies... (1967) Publié en français sous le titre Ci-gît, Paris, Opta, Mystère Magazine no 268, juin 1970
- The Wicked Ghost (1968)
- King of the Air (1968) Publié en français sous le titre Sa Seigneurie des airs, Paris, Opta, Mystère Magazine no 259, septembre 1969
- The Skipping Game (1968)
- The Gemminy Crickets Case (1968) Publié en français sous le titre Les "Grillons" de Maître Gemminy, Paris, Opta, Mystère Magazine no 252, février 1969
- The Spacegoat (1970) Publié en français sous le titre Le Bouc émissaire, Paris, Opta, Mystère Magazine no 282, août 1971
- Such a Nice Man (1972) Publié en français sous le titre Un type tellement bien, dans Quatorze histoires de meurtre, Paris, Chanteclerc, Aartselaar, 1979
- Clever and Quick (1974) Publié en français sous le titre Une femme intelligente et vive, dans Les Reines du crime, Paris, Presses de la Cité, 2002 ; réédition, Paris, Pocket no 12345, 2006
- The Hand of God (1981) Publié en français sous le titre La Main de Dieu, Paris, Éditions du Masque, Anthologie du Mystère 90, 1990

#### Recueil de nouvelles de la sérieInspecteur Cockrill
- The Spotted Cat and Other Mysteries from Cockrill's Casebook (2002), anthologie de nouvelles posthume

#### Recueil de nouvelles
- What Dread Hand ? (1968)
- Brand X (1974)
- Buffet for Unwelcome Guests (1983)

### Littérature d'enfance et de jeunesse

#### SérieMatilda(Nanny McPhee)
- Nurse Matilda (1964) Publié en français sous le titre Chère Mathilda, Paris, Fernand Nathan, coll. Arc en poche, 1979
- Nurse Matilda Goes to Town (1967) Publié en français sous le titre Chère Mathilda s'en va-t-en ville, Paris, F. Nathan, coll. Arc en poche, 1979
- Nurse Matilda Goes to Hospital (1975) Publié en français sous le titre Chère Mathilda aux bains de mer, Paris, F. Nathan, coll. Arc en poche, 1980

#### Autre ouvrage pour enfants
- Danger Unlimited (1948)

## Sources
- Jacques Baudou et Jean-Jacques Schleret, Les Métamorphoses de la chouette : Détective-club, Paris, Futuropolis, 1986 (ISBN 978-2-737-65488-6), p. 34-38.
- Claude Mesplède, Dictionnaire des littératures policières, vol. 1 : A - I, Nantes, Joseph K, coll. « Temps noir », 2007, 1054 p. (ISBN 978-2-910-68644-4, OCLC 315873251), p. 289-290 et 447 (Cockrill).